# Bélgica en los Juegos Olímpicos de Amberes 1920
Bélgica estuvo representada en los Juegos Olímpicos de Amberes 1920 por un total de 336 deportistas que compitieron en 23 deportes.  
El portador de la bandera en la ceremonia de apertura fue el deportista Victor Boin.

## Medallistas
El equipo olímpico belga obtuvo las siguientes medallas:
| Nombre | Deporte             | Competición                    |
| --- | ------------------- | ------------------------------ |
| Oro |                     |                                |
| Henry George | Ciclismo en pista   | 50 km M                        |
| Equipo | Fútbol              | Torneo M                       |
| Frans De Haes | Halterofilia        | 60 kg M                        |
| Daniel Bouckaert | Hípica              | Volteo ind.                    |
| Daniel Bouckaert Louis Finet Van Rast | Hípica              | Volteo por eqs.                |
| Edmond Cloetens | Tiro con arco       | Blanco fijo grande M           |
| Edmond Cloetens Louis Van de Perck Firmin Flamand Edmond Van Moer Joseph Hermans Auguste Van de Verre                                          | Tiro con arco       | Blanco fijo grande por eqs. M  |
| Edmond Van Moer | Tiro con arco       | Blanco fijo pequeño M          |
| Edmond Cloetens Louis Van de Perck Firmin Flamand Edmond Van Moer Joseph Hermans Auguste Van de Verre                                          | Tiro con arco       | Blanco fijo pequeño por eqs. M |
| Hubert Van Innis | Tiro con arco       | Blanco móvil 28 m M            |
| Hubert Van Innis | Tiro con arco       | Blanco móvil 33 m M            |
| Hubert Van Innis Alphonse Allaert Edmond De Knibber Louis Delcon Jérome De Maeyer Pierre Van Thielt Louis Fierens Louis Van Beeck              | Tiro con arco       | Blanco móvil 33 m por eqs. M   |
| Hubert Van Innis Alphonse Allaert Edmond De Knibber Louis Delcon Jérome De Maeyer Pierre Van Thielt Louis Fierens Louis Van Beeck              | Tiro con arco       | Blanco móvil 50 m por eqs. M   |
| Émile Cornellie Florimond Cornellie Frédéric Bruynseels                                                                                        | Vela                | Clase 6 metre M                |
| Plata |                     |                                |
| Ernest Gevers Paul Anspach Félix Goblet d'Alviella Victor Boin Joseph De Craecker Léon Tom Philippe Le Hardy de Beaulieu Fernand de Montigny   | Esgrima             | Espada por eqs. M              |
| Equipo | Gimnasia artística  | Concurso completo por eqs. M   |
| Louis Williquet | Halterofilia        | 67,5 kg M                      |
| Henri Laame (Biscuit) André Coumans (Lisette) Herman de Gaiffier d'Hestroy (Miss) Herman d'Oultromont (Lord Kitchener)                         | Hípica              | Saltos por eqs.                |
| Albert Bosquet Joseph Cogels Émile Dupont Henri Quersin Louis Van Tilt Edouard Fesinger                                                        | Tiro                | Tiro al pichón por eqs. M      |
| Louis Van de Perck | Tiro con arco       | Blanco fijo pequeño M          |
| Louis Van de Perck | Tiro con arco       | Blanco fijo grande M           |
| Hubert Van Innis | Tiro con arco       | Blanco móvil 50 m M            |
| Hubert Van Innis Alphonse Allaert Edmond De Knibber Louis Delcon Jérome De Maeyer Pierre Van Thielt Louis Fierens Louis Van Beeck              | Tiro con arco       | Blanco móvil 28 m por eqs. M   |
| Léon Huybrechts Charles Van Den Bussche John Klotz                                                                                             | Vela                | Clase 6 metre M                |
| Equipo | Waterpolo           | Torneo M                       |
| Bronce |                     |                                |
| Albert de Buinne André Vercruysse Jean Janssens Albert Wyckmans                                                                                | Ciclismo en ruta    | Contrarreloj por eqs. M        |
| Equipo | Gimnasia artística  | Equipo (sistema sueco) M       |
| Florimond Rooms | Halterofilia        | 67,5 kg M                      |
| Equipo | Hockey sobre hierba | Torneo                         |
| Louis Finet | Hípica              | Volteo ind.                    |
| Roger Moeremans d'Emaüs (Sweet Girl) Oswald Lints (Martha) Jules Bonvalet (Weppelghem) Jacques Misonne (Gaucho)                                | Hípica              | Concurso completo por eqs.     |
| Édouard Bourguignon Alphonse Ducatillon Rémy Maertens Christin Piek Henri Pintens Charles Van den Broeck François Van Hoorenbeek Gustave Wuyts | Juego de la soga    | Equipo M                       |
| Gérard Blitz | Natación            | 100 m espalda M                |
| Firmin Flamand | Tiro con arco       | Blanco fijo grande M           |
| Joseph Hermans | Tiro con arco       | Blanco fijo pequeño M          |
| Albert Grisar Willy de l'Arbre Léopold Standaert Henri Weewauters Georges Hellebuyck                                                           | Vela                | Clase 8 metre M                |